# Mianos
Mianos (Mians en aragonès) és un municipi d'Aragó situat a la província de Saragossa i enquadrat a la comarca de la Jacetània.
La temperatura mitjana anual és de 11,8° i la precipitació anual, 740 mm.